# Lajos Egri
Lajos Egri (4. června 1888 Eger – 7. února 1967 Los Angeles), byl americký dramatik maďarského původu. Jeho hry se dnes téměř nehrají.
Je autorem knihy Umění dramatického psaní (v originále The Art of Dramatic Writing) o metodice dramatického psaní z roku 1942, která byla přeložena do množství světových jazyků, do češtiny v roce 2013. Tato kniha, jež autora proslavila nejvíce, vychází ze zákonů dialektiky a autor zde vyzdvihuje úlohu premisy a postavy v dramatu. Vedle Aristotelovy Poetiky je považovaná celosvětově za nejcennější text, který byl kdy o metodice dramatického psaní napsán.[zdroj?][kdo?] Další jeho významnou knihou je Umění postavy, která je někdy uváděna též jako Umění kreativního psaní. I tuto knihu a její překlad vydalo nakladatelství Quadrom v r. 2023.

## Dílo
- Umění dramatického psaní (překlad z italštiny do češtiny Matteo Difumato, roz. Jiří Zygma), Quadrom, Atény, 2013, ISBN 978-80-905290-6-9[3]
- Umění postavy (překlad Matteo Difumato), Quadrom, Praha / Roquetas de Mar, 2023, ISBN 978-80-906696-6-6